# Hatley (Mississippi)
Hatley é uma cidade  localizada no estado americano de Mississippi, no Condado de Monroe.

## Demografia
Segundo o censo americano de 2000, a sua população era de 476 habitantes.
Em 2006, foi estimada uma população de 470, um decréscimo de 6 (-1.3%).

## Geografia
De acordo com o United States Census Bureau tem uma área de
3,5 km², dos quais 3,5 km² cobertos por terra e 0,0 km² cobertos por água.

## Localidades na vizinhança
O diagrama seguinte representa as localidades num raio de 24 km ao redor de Hatley.